# George Ledwell Taylor
George Ledwell Taylor (Londra, 1º marzo 1788 – Broadstairs, Kent, 1º maggio 1873) è stato un architetto inglese.
Progettò la Garrison Chapel (cappella della guarnigione) nel Royal Navy Dockyard (un cantiere di costruzioni navali) di Pembroke Dock nel Galles, e la torre gotica del castello di Hadlow, nel Kent. 
Suggerì di chiamare con questo nome la famosa Trafalgar Square di Londra, che in origine si pensava di intitolare al re Guglielmo IV. 
Fu un pioniere dell'uso del calcestruzzo come materiale da costruzione, che impiegò per la Proprietory School di Lee, nel Kent. 
Nel 1854 pubblicò l'opera Stones of Etruria and marbles of Ancient Rome.